# Angelo Ciccone
Angelo Ciccone (Cento, Ferrara, Emília-Romanya, 7 de juliol de 1980) és un ciclista italià, que s'ha especialitzat en el ciclisme en pista i només ha competit en carretera en equips amateurs.

## Palmarès en ruta
- 2003
  - 1r al Poreč Trophy
  - 1r a la Coppa San Geo
- 2005
  - Vencedor d'una etapa a la Volta de l'Estat de São Paulo
- 2009
  - Vencedor d'una etapa a la Volta a Romania
- 2010
  - Vencedor d'una etapa a la Volta a Romania

## Palmarès en pista
- 2003
  -  Campió d'Itàlia de Puntuació
  -  Campió d'Itàlia de Persecució per equips
- 2004
  -  Campió d'Itàlia en Madison (amb Fabio Masotti)
  -  Campió d'Itàlia de Persecució per equips
- 2005
  -  Campió d'Itàlia en Madison (amb Fabio Masotti)
- 2006
  -  Campió d'Itàlia de Puntuació
  -  Campió d'Itàlia en Madison (amb Fabio Masotti)
- 2007
  -  Campió d'Itàlia en Madison (amb Fabio Masotti)
- 2009
  -  Campió d'Itàlia de Puntuació
  -  Campió d'Itàlia en Madison (amb Alex Buttazzoni)
  -  Campió d'Itàlia en Derny
- 2010
  -  Campió d'Itàlia en Madison (amb Fabio Masotti)
  -  Campió d'Itàlia de Persecució per equips
- 2012
  -  Campió d'Itàlia de Persecució per equips
  -  Campió d'Itàlia d'Òmnium

### Resultats a laCopa del Món en pista
- 2002
  - 1r a Cali, en Persecució per equips